# بلدية القويرة الجديدة
بلدية القويرة الجديدة إحدى بلديات محافظة العقبة، وتضم مناطق: القويرة، الراشدية، الحميمة والعباسية والعسلية.